# Floridor
Floridor, pseudonimo di Josias de Soulas (1608 – Parigi, 14 agosto 1671), è stato un attore teatrale francese.

## Biografia
Floridor proveniva da una famiglia nobile, e abbandonò la carriera militare per formare una compagnia teatrale a lungo attiva nelle provincie francese, oltre che a Londra nel 1635.
A Parigi fece successivamente parte delle formazioni del Théâtre du Marais (dal 1638 al 1642 con funzioni direttive) e dell'Hôtel de Bourgogne (dal 1648 fino all'anno precedente la sua morte, sempre in parti di primo attore).
Deve la sua fama e la sua popolarità soprattutto alle prime rappresentazioni di alcune tregedie di Pierre Corneille e di Jean Racine.
Il fatto che Molière nell'L'improvvisazione di Versailles lo abbia risparmiato, pur deridendo fortemente gli altri attori della compagnia rivale, fa supporre che la sua recitazione non si discostasse molto da quell'ideale di naturalezza che era predicato dall'autore del Il misantropo.